# Náboženská obec Církve československé husitské v Praze 6 – Břevnov
Náboženská obec Církve československé husitské v Praze 6 – Břevnov je náboženskou obcí Církve československé husitské (CČSH) se sídlem na adrese Na Petynce 47a, 169 00 Praha 6 – Břevnov. Je součástí Pražské diecéze CČSH.

## Historie
Potřeba vzniku samostatné náboženské obce na Břevnově vznikla ve 20. letech 20. století. První bohoslužby zde konal bratr Otakar Tichý již v roce 1923. Věřící se zpočátku scházeli v provizorních prostorách, například v sále hospody nebo v sokolovně. Členové obce byli vedeni pod dejvickou náboženskou obcí.
Ustavující shromáždění břevnovské náboženské obce se konalo 29. února 1948. V roce 1952 obec získala k užívání objekt bývalé konzervárny v Radimově ulici, který využívala až do počátku 90. let. V roce 1984 církev tento objekt odkoupila, ale stav budovy byl již havarijní. V bývalém bytu kostelníka byla téhož roku vybudována a otevřena kaple Příchodu Páně.
V roce 1995 nabídla firma Petynka náboženské obci výstavbu nové budovy výměnou za část pozemku. Od roku 1997 tak obec sídlí v nově postavené čtyřpatrové budově v ulici Na Petynce 47a, která byla první novostavbou CČSH po více než čtyřiceti letech.
Mezi významné osobnosti břevnovské obce patří sestra farářka N. Kučerová-Kotková, která v obci sloužila 40 let až do svého odchodu do důchodu v roce 1999.

## Současnost
Náboženská obec Praha 6 – Břevnov sdružuje přibližně 350 členů, včetně celých rodin věřících. Pravidelných bohoslužeb se účastní 15–20 členů. Obec administrativně spravuje také náboženskou obec v Praze-Vokovicích s asi 100 členy.
Pravidelné bohoslužby se konají každou neděli v 10:00 hodin. Obec pořádá také biblické hodiny, čajové a hudební večery, artedílny před Vánocemi, setkání maminek s dětmi, kurzy řezbářství, slunovratové výlety, filmový dokumentární klub, přednáškový cyklus a sociálně-ekologická setkání v rámci spolku „STROM – Společnost trvale otevřené mysli“.